# Sopa negra
Sopa negra (μέλας ζωμός, melas zomós, em língua grega antiga) era um prato tradicional espartano, um dos símbolos do modo de vida militarista daquela sociedade. Embora não se tenha conservado nenhuma receita, as referências disponíveis indicam que seria um guisado ou uma sopa de carne de porco engrossada com sangue de porco misturado com vinagre.